# Tjútt
Tjútt är den isländska rockgruppen Skítamóralls andra album som släpptes år 1997.
Det sista spåret, Stúlkan mín, är även med på debutalbumet Súper.

## Låtlista
1. Tjútt
2. Real Satisfaction (Theme of Roy Evins)
3. Skjóttu Mig
4. Haltu Þér (Þegar Efinn Læðist Inn)
5. Í Lausu Lofti
6. Aparass
7. Sælan ('97 Porno Mix)
8. Meira Fjör - Meira Fjör
9. Stúlkan Mín